# Довговуска білоплямиста
Довговуска білоплямиста (Cauchas leucocerella) — вид лускокрилих комах родини довговусих молей (Adelidae).

## Поширення
Він трапляється на більшій частині Європи. Відсутній в Ірландії, Великій Британії, Бенілюксі, Піренейському півострові, Швейцарії, Данії, Фенноскандії, Естонії та Литві.

## Опис
Розмах крил становить 9-10 мм.